# Bulletproof Picasso
Bulletproof Picasso é o sétimo álbum de estúdio da banda americana de rock Train. O disco foi lançado pela gravadora Columbia Records a 12 de setembro de 2014 em vários países do mundo, e nos Estados Unidos a 16 de setembro de 2014. Este é o primeiro trabalho do grupo desde a saída do baterista Scott Underwood.

## Faixas
| CD             |                                                                                   |                                              |         |  |
| N.º            | Título                                                                            | Compositor(es)                               | Duração |  |
| 1.             | "Cadillac, Cadillac"                                                              | Pat Monahan, Al Anderson, Butch Walker       | 3:24    |  |
| 2.             | "Bulletproof Picasso"                                                             | Monahan, Walker, Trent Mazur, Michael Freesh | 3:53    |  |
| 3.             | "Angel in Blue Jeans"                                                             | Monahan, Espen Lind, Amund Bjørklund         | 3:25    |  |
| 4.             | "Give It All"                                                                     | Monahan, Amir Salem                          | 3:44    |  |
| 5.             | "Wonder What You're Doing for the Rest of Your Life" (featuring Marsha Ambrosius) | Monahan, Jerry Becker, Walker                | 3:23    |  |
| 6.             | "Son of a Prison Guard"                                                           | Monahan, Becker                              | 3:39    |  |
| 7.             | "Just a Memory"                                                                   | Monahan, Lind, Bjørklund, Naomi Neville      | 3:48    |  |
| 8.             | "I'm Drinkin' Tonight"                                                            | Monahan, Matraca Berg, Becker                | 3:35    |  |
| 9.             | "I Will Remember"                                                                 | Monahan, Walker                              | 3:13    |  |
| 10.            | "The Bridge"                                                                      | Monahan, Greg Kurstin, Walker                | 4:29    |  |
| 11.            | "Baby, Happy Birthday"                                                            | Monahan, Eg White                            | 3:43    |  |
| 12.            | "Don't Grow Up So Fast"                                                           | Monahan, Tom Douglas                         | 3:23    |  |
| Duração total: | Duração total:                                                                    | Duração total:                               | 43:39   |  |

## Recepção

### Crítica
| Críticas profissionais | Críticas profissionais |
| Avaliações da crítica  | Avaliações da crítica  |
| Fonte                  | Avaliação              |
| ---------------------- | ---------------------- |
| Allmusic               | [ 2 ]                  |
| Billboard              | [ 3 ]                  |
| USA Today              | [ 4 ]                  |

Escrevendo para o USA Today, Elysa Gardner diz que "As melhores faixas do último álbum do Train são as rápidas e as espirituosas, onde a doçura do tenor de Pat Monahan... evoca um Paul McCartney da era Wings... com seus cheios mas mas frágeis arranjos percussivos". Richard Bienstock da revista Billboard escreveu que "a banda de São Francisco mostrando seus aspectos mais originais e de rock do que seu método centrado no pop".

### Comercial
O álbum estreou na quinta posição dos mais vendidos da Billboard 200 nos Estados Unidos em sua primeira semana, vendendo 50 000 cópias por lá. Em junho de 2016, o disco já havia vendido 145 000 cópias em solo americano.
Bulletproof Picasso também estrou na sétima posição nas paradas do Canadá.

## Tabelas musicais
| Paradas (2012)                    | Melhor posição |
| --------------------------------- | -------------- |
| Alemanha (Media Control)          | 46             |
| Austrália (ARIA Charts)           | 15             |
| Áustria (Ö3 Austria Top 40)       | 44             |
| Bélgica (Flanders Ultratop 50)    | 141            |
| Bélgica (Valônia Ultratop 40)     | 144            |
| Dinamarca (Hitlisten)             | 32             |
| Nova Zelândia (Recorded Music NZ) | 32             |
| Países Baixos (MegaCharts)        | 18             |
| Suíça (Schweizer Hitparade)       | 15             |
| Reino Unido (UK Albums Chart)     | 9              |
| Estados Unidos (Billboard 200)    | 5              |